# Стадницкий, Адам Александр
Адам Александр Стадницкий (пол. Adam Aleksander Stadnicki; ок. 1563 — 14 октября 1615) — польский военный и государственный деятель, каштелян и староста пшемысльский, воевода белзский, староста кольский.

## Биография
Представитель польского шляхетского рода Стадницких герба «Дружина». Сын каштеляна сондецкого Станислава Стадницкого (? — 1583) и Барбары Корытко, дочери стольника львовского Яна Корытко. Брат Станислава Стадницкого, каштеляна пшемысльского и маршалка Коронного Трибунала. Внук каштеляна саноцкого Анджея Стадницкого.
Принимал участие во всех военных кампаниях польского короля Стефана Батория против Русского государства. Во время осады польской армией Пскова был ранен двумя пулями. В 1585 году он был уже ротмистром. После смерти Стефана Батория Адам Александр Стадницкий поддержал шведского принца Сигизмундва Вазу, который стал королем Речи Посполитой Сигизмундом III, оставался его приверженцем до конца жизни. Сопровождал Сигизмунда Вазу во время его визита в Швецию.
Адам Александр Стадницкий был депутатом на сейм от Русского воеводства в 1590—1591 годах. В 1593 году он был старостой кольским. Примерно в 1593 году Адам Александр Стадницкий получил номинацию на должность обозного великого коронного. В 1602 году он был назначен каштеляном пшемысльским. С января 1615 года занимал пост воеводы белзского.
Адам Александр Стадницкий находился в феодальной войне с домом Гербуртов. Их вражда началась около 1607 года. Во время пребывания в Пшемысле Адама Александра Стадницкого на его замок напал Ян Щенсный Гербурт. Стадницкий отразил вражеский набег и взял в плен Гербурта.
В 1608 году Адам Александр Стадницкий, действуя в поддержку своего родственника Станислава «Дьявола» Стадницкого, осадил Львов, разорив его предместья. На сейме 1611 года он был назначен комиссаром для разрешения пограничных споров с Венгрией.
Он был похоронен в костёле францисканцев в Пшемысле. Там находится его надгробие с эпитафией.
Адам Александр Стадницкий был женат на Анне Гостомской, дочери воеводы познанского Иеронима Гостомского (? — 1609). У супругов было пять детей:
- Николай Иероним (? — 1620)
- Катарина
- Софья
- Адам
- Ян Казимир (? — 1645)